# Anna (Go to Him)
Anna (Go to Him), of kortweg Anna, is een compositie geschreven en opgenomen door de Amerikaanse soulzanger, songwriter en pionier van de Southern Soul: Arthur Alexander. Het is uitgebracht als single op 17 september 1962. Een vermeldenswaardige coverversie werd opgenomen door de Britse rockband The Beatles voor hun debuutalbum in 1963.

## Versie van Arthur Alexander
Arthur Alexanders composities vielen erg in de smaak bij Britse R&B-liefhebbers en artiesten. Hij is de enige componist wiens composities opgenomen werden voor studioalbums door zowel The Beatles, The Rolling Stones (You Better Move On) en Bob Dylan (Sally Sue Brown).

## Versie van The Beatles

### Achtergrond
Anna (Go to Him) was een van John Lennons favoriete nummers. Daarom stelde hij voor om het op te nemen voor The Beatles' eerste album Please Please Me. De versie van de band is ietwat trager dan de originele versie van Alexander. Volgens Philippe Margotin overtrof de coverversie de originele versie dankzij Lennons stem die "indringend en dynamisch" was op de opname, en de achtergrondstemmen van Paul McCartney en George Harrison. Ian MacDonald liet zich echter kritisch uit over The Beatles' versie. De diepte en complexiteit van Alexander ontbrak, en MacDonald noemde de versie "onvolwassen" (callow).

### Opname
Het hele album Please Please Me werd op 11 februari 1963 in minder dan dertien uur opgenomen. Mark Lewisohn schreef hierover dat "het moeilijk voorstelbaar is dat er 585 productievere minuten in de geschiedenis van muziekopnames kunnen bestaan." Voor Anna (Go to Him) had men drie takes nodig. Ten tijde van die productieve opnamedag had Lennon een verkoudheid, wat zijn stem niet ten goede kwam.

### Bezetting
Bezetting volgens Ian MacDonald
- John Lennon - zang, akoestische ritmegitaar
- Paul McCartney – achtergrondzang, basgitaar
- George Harrison – achtergrondzang, leadgitaar
- Ringo Starr – drums